# Alexander-Newski-Brücke
Die Alexander-Newski-Brücke (russisch Мост Александра Невского) überquert die Newa in Sankt Petersburg. Sie wurde nach Alexander Newski benannt.
Beim Bau der 1965 fertiggestellten Brücke wurde gepfuscht, so dass die Stahltrossen korrodierten. Bereits 1967 rissen 56 Trossen, die Brücke wurde für den Verkehr (außer Trolleybusse) gesperrt. Der Verfall der Brücke hielt an und 1982 stürzte ein 17 Tonnen schweres Gegengewicht ab. Die Brücke wurde vollends gesperrt und eine Fährverbindung eingerichtet. Später wurde der Verkehr auf der Brücke wiederaufgenommen, die baulichen Mängel jedoch nicht beseitigt. Erst 2000–2001 wurde die Brücke baulich saniert.